# Violettgrå porlav
Violettgrå porlav (Pertusaria multipuncta) är en lavart som först beskrevs av Turner och fick sitt nu gällande namn av William Nylander. 
Violettgrå porlav ingår i släktet Pertusaria och familjen Pertusariaceae.  Arten är reproducerande i Sverige. Inga underarter finns listade i Catalogue of Life.

## Källor

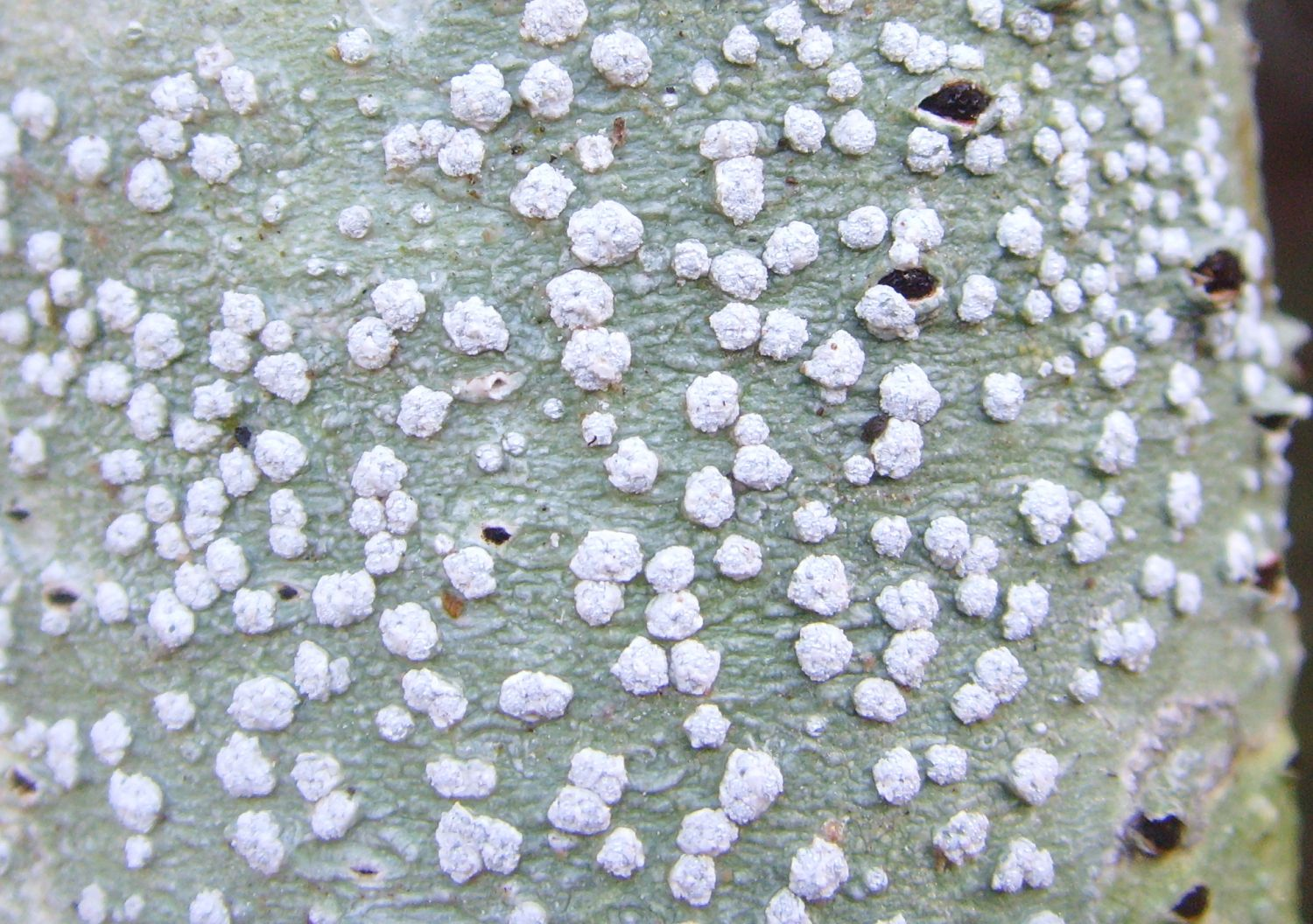